# Hazardia berberidis
Hazardia berberidis là một loài thực vật có hoa trong họ Cúc. Loài này được (A.Gray) Greene mô tả khoa học đầu tiên năm 1894.